# Neochauliodes bowringi
Neochauliodes bowringi är en insektsart som först beskrevs av Robert McLachlan.
Neochauliodes bowringi ingår i släktet Neochauliodes och familjen Corydalidae. Inga underarter finns listade i Catalogue of Life.